# ミウラ折り
ミウラ折り（ミウラおり）とは、1970年に東京大学宇宙航空研究所（現・宇宙航空研究開発機構 宇宙科学研究所）の三浦公亮（現・東京大学名誉教授）が考案した折り畳み方である。
三浦は、「吉村パターン」（後述）などに関する考察から、それを三角形が基調で片方に折れ曲がるテセレーション折りから、四角形が基調で屏風状に折れ曲がるテセレーション折りにアレンジするなどして、宇宙機の太陽電池パネルなどに応用可能な折りとしてこれを提案した。実際に、SFUにより宇宙で実験されている。身近なところでは携帯しやすさが求められる防災・観光用地図の畳み方などに使われている。ミウラ折り（miura-ori）の名はBritish Origami Societyで名付けられたものである。完全に畳まれた状態と平面との移行（折り畳み・展開）の途中の状態は、二重波型可展面という可展面である。折り紙の科学のテーマとしては、「折り紙テセレーション」や「剛体折紙」に関係する（折紙の数学#その他などを参照）。
2006年に新日本様式100選の1つに選ばれた。

## 特徴
- 紙の対角線の部分を押したり引いたりするだけで即座に簡単に展開・収納ができる。
- 直線的な折りでは山折りと谷折りを取り違えやすく、繰り返すと紙が切れやすくなる。ミウラ折りでは山折りと谷折りの位置が固定していて破れにくい。

注意
きわめて緩い角度のジグザグの折り目を付けることにより、縦方向へと横方向への展開・折り畳みが、並列にかつ極めて非線形な比で移り変わる（以下の解説動画を参照）ことがキモであり、単に直角に折っただけのものや、蛇腹状というだけではミウラ折りとは言えない。さらに、この角度によって発生するズレがあることにより、無限に薄くはない材料に無理をかけず折ることができ、そのことも破れにくさに貢献している。

（注：上の図とは左右が逆になっている）

## 考案の過程

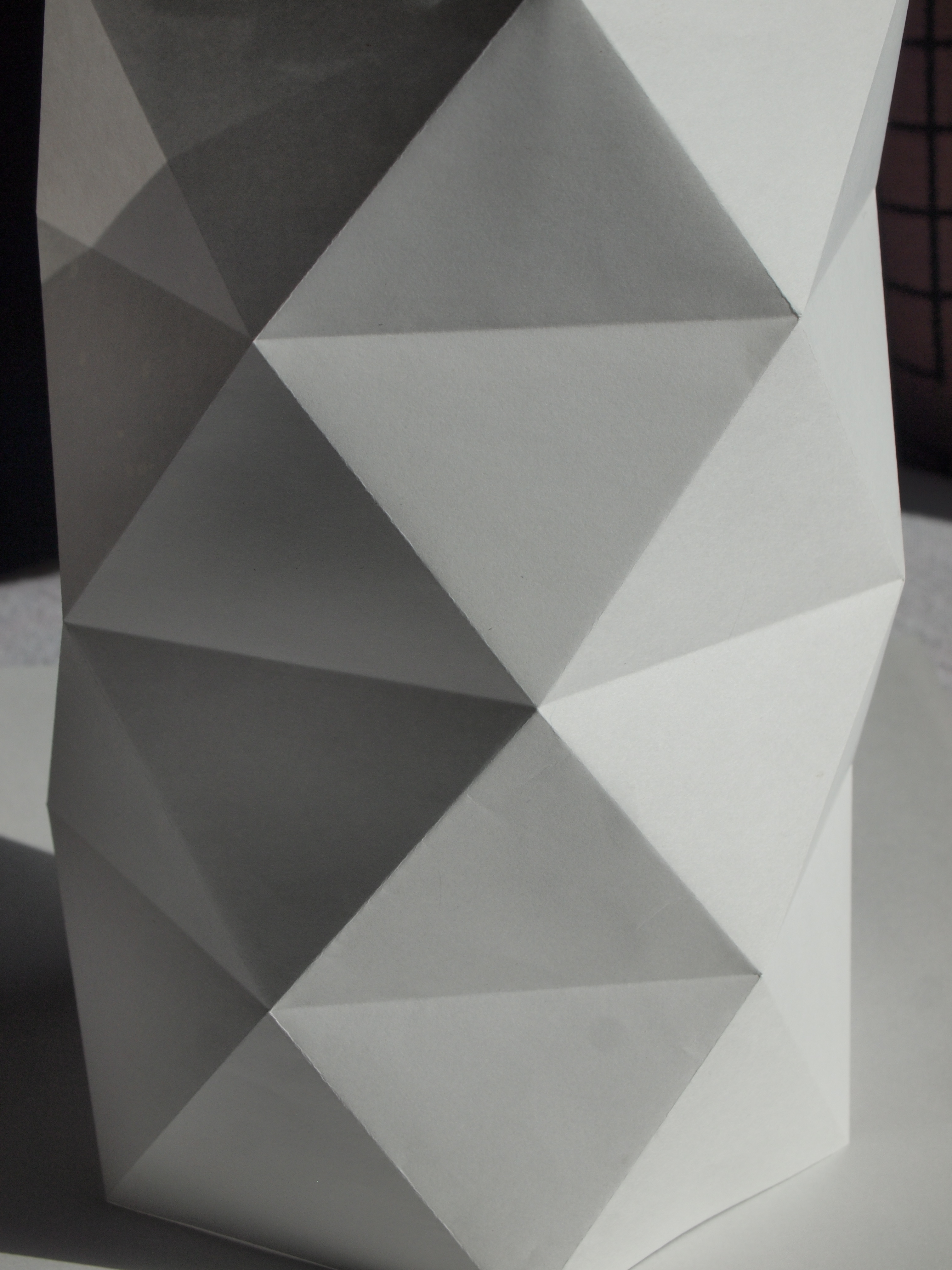
PCCPシェル

ロケットや飛行機の胴体のような薄肉の円筒を長さ方向に圧縮して潰すと、「概不伸張有限変形」で座屈する。そのような可展面の変形パターンを「吉村パターン」という。三浦公亮はこれの研究からミウラ折りを考案した。
また、三浦は円筒構造を、普通の曲面（線織面である円筒面）ではなく、平面に吉村パターンによる折りを入れた面で構成することに利点があることに気付き「PCCPシェル」を考案した。これも最初の座屈の論文から約50年を経て、飲料缶に応用され広く身近になっている。（なお、こういった他の可展面についても「ミウラ折り」と言及されていることがある）

## 用途
- ミウラ折り
  - 宇宙構造物（実際に宇宙実験・観測フリーフライヤで実験がおこなわれている）
  - 地図（利用者により、折り畳まずに市販されている地図の折り畳み方法として工夫されている[7]他、最初からミウラ折りにし、広げたり畳んだりが容易なように工夫された地図が市販されている）
- ミウラ折りパターン
  - 段ボール構造の中芯として（これは折り畳みではなく、次に挙げる、強度を目的とした可展面の折りの応用である）。「ゼータコア」と呼ぶ。
- ミウラ折り以外の可展面の折り（前述のように、これも「ミウラ折り」と言及されていることがある）
  - 吉村パターン（英語版）
    - 円筒構造の強化（ロケット、飲料缶（東洋製罐「ダイヤカット」）など。PCCPシェル）

三浦によれば、これらと同様の可展面が、植物の芽や昆虫の翅、レオナルド・ダ・ヴィンチの『モナ・リザ』にも見られる
- その他
  - ダンロップのスタッドレスタイヤの「ミウラ折りサイプ」（整形ゴムの形状が二重波型可展面に類似している、というもの。折り加工ではない）

平面から可展面への折り加工には、材料の伸縮をともなわず加工できる、という利点がある。

## 知的財産権
ミウラ折りに関係して以下のような知的財産権が設定されている（これらで全てであることは保証しない）。
- 著作権
  - 公式サイト（ https://miuraori.biz ）で標示を義務付けているロゴに「(C)Koryo Miura 1978」とあるので、著作権が主張されている。
- 実用新案（日本）
  - 「ミウラ折り用紙」（登録番号3176555（内容は特許庁サイトで U 3176555 として参照可能）、2012年1月11日出願、2012年6月6日登録）。「一枚ものの文書をミウラ折り形状に折り畳むことを容易にするガイドマークのしるした用紙、および、用紙に該ガイドマークを記入するためのテンプレートを提供する」ものである。
  - 「折り込み地図」（登録番号1419989（内容は特許庁サイトで実開S52-37558として参照可能）、考案者・出願人三浦公亮。この実用新案については、出願日は1975年9月7日・登録日は1982年2月26日のため、存続期間についての「登録日から10年」「出願日から15年」のいずれもを過ぎている）
- 商標登録（日本。権利者は（株）井上総合印刷）
  - 「ミウラ折り」（登録番号4583672・4896049・5412399）
  - 「miura-ori」（登録番号4583671・4896048・5412400）
    - （株）miura-ori labが2020年12月に破産手続開始決定を受けたため、2021年にミウラ折り事業を譲受した（株）井上総合印刷へ商標権が譲渡された。
- 特許（日本。ここに挙げた特許はいずれも折り方自体ではなく装置をともなったものであり、発明者として登録されているのは三浦ではない）
  - 登録番号3644945「薄板状材料折り装置と薄板状材料折り方法と薄板状材料折り治具」出願人 小県精密（株）・東都印刷マーケティング（協）
    - なお、経緯は不明だが、この小県精密(株)と東都印刷マーケティング(協)による登録番号が、前述の（株）井上総合印刷による『「ミウラ折り」の生産・販売元として、全ての権利を有する唯一の会社』であるとするウェブページにて、「ミウラ折り製造に関するコンプライアンス」「ユーザーの皆様へ」として、三浦公亮名義で掲出されている（ http://www.miuraori.biz/ を参照）。

  - 登録番号3673519「折畳みシートの製作方法及びその折り機構」出願人 （株）パテント・サポート機構
  - 登録番号5152624「シート折り装置」出願人 （株）パテント・サポート機構
- 意匠権
  - 意匠登録1237457・1237458・1237459・1290572「折り畳みシート」（（株）パテント・サポート機構の関係者により登録）